# Victor Fredenhagen
Victor Fredenhagen (* 19. Juli 1876 in  Offenbach am Main; † 11. Oktober 1934 in München; vollständiger Name: Victor Heinrich Richard Reinhard Fredenhagen) war ein deutscher Unternehmer der Maschinenbau-Branche.

## Leben
Victor Fredenhagen wurde als Sohn des Offenbacher Fabrikanten Wilhelm Fredenhagen geboren. Er studierte Ingenieurwissenschaften an der Technischen Hochschule Karlsruhe und an der Technischen Hochschule Braunschweig. In Karlsruhe wurde er Mitglied des Corps Franconia und in Braunschweig des Corps Rhenania.
Nach Abschluss des Studiums mit dem akademischen Grad Dipl.-Ing. trat er in das 1829 von seinem Großvater gegründete Unternehmen ein, die Fredenhagen GmbH & Co. KG in Offenbach, dessen Oberingenieur und Eigentümer er wurde. Mit dem Umzug der Fabrik von der Waldstraße an die Sprendlinger Landstraße im Offenbacher Stadtteil Lauterborn im Jahre 1904 konnte der weitere Ausbau erfolgen. 1922 verkaufte Fredenhagen das Unternehmen an Joseph Kupczyk. In den 1920er-Jahren gehörte die Maschinenfabrik Fredenhagen zu den Pionieren der Fördertechnik in Deutschland, die durch die zunehmende Automatisierung im Automobilbau entscheidende Bedeutung gewann.